# Ian Gray (Leichtathlet)
Ian Rupert Emerson Gray (* 16. Dezember 1963) ist ein ehemaliger belizischer Mittelstreckenläufer.

## Sport
Gray nahm an den Olympischen Sommerspielen 1988 in Seoul über 5000 m und 1992 in Barcelona 1500 m teil. Er schied jeweils in den Vorläufen aus.
Gray ging auf das Hunter College in New York City, wo er bis zu seiner Graduierung 1989 auch für deren College-Team antrat. Am College wurde Gray Zweiter beim Cross Country Championship der Eastern College Athletic Conference 1987 und setzte einen Schulrekord für den Van Cortlandt Park 8K Cross Country Course. Gray war auch Meister des ECAC track and field individual 1988. Im Staffel-Team konnte er drei Rekorde setzen. Grays Trainer im College war Ed Zarowin.
Im Mai 1987 setzte Gray den nationalen Rekord Belizes über 5000 m mit 14:57,3 min. Diesen Rekord verbesserte er 1991 auf 14:28,0 min.
Gray lief weiterhin auf Mittelstrecken und ging für die Staten Island Road Runners an den Start bei den Penn Relays 1992 in den Läufen über 4 × 400 m und 4 × 800 m Staffel. Er wurde 1998 in die Hawks Hall of Fame aufgenommen. Er betätigte sich weiter im Sport und war auch bei den Olympischen Sommerspielen 2008 in Peking.